# Szalony Wierch

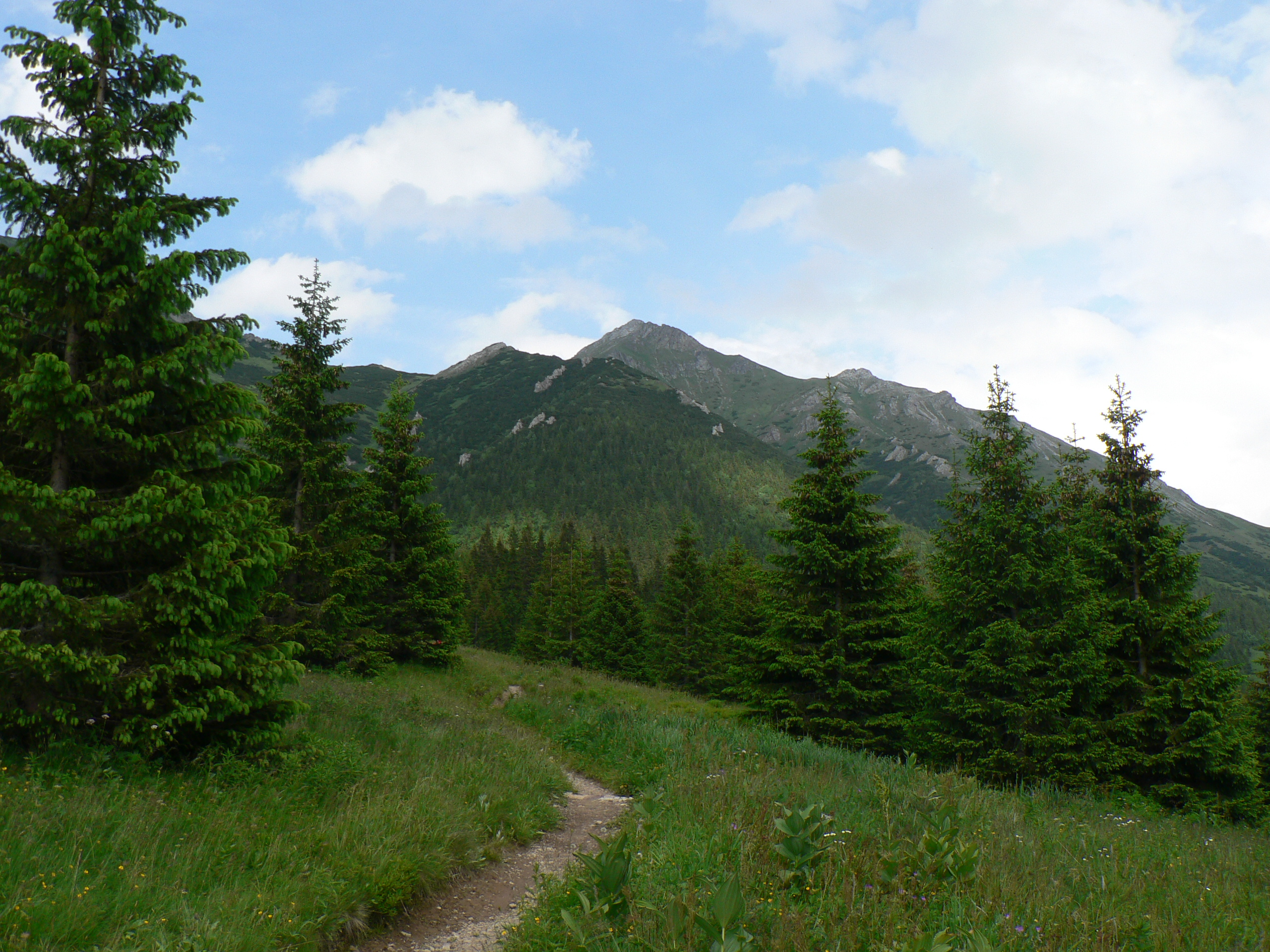
Szalony Wierch z Doliny Zadnich Koperszadów

Szalony Wierch, dawniej Głupi Wierch (niem. Thörichter Gern, Törichter Gern, Ternichter Gern, słow. Hlúpy vrch, Šialený vrch, węg. Bolond Gerő) – trzeci pod względem wysokości (2061 m) szczyt Tatr Bielskich na Słowacji. Wznosi się we wschodniej części pasma i jest oddzielony od Płaczliwej Skały Szeroką Przełęczą Bielską, a od Zadnich Jatek Szaloną Przełęczą. Jest jednym z końców wspólnego odcinka grani głównej Tatr oraz grani głównej Tatr Bielskich (drugim jest Hawrań).

## Opis szczytu
Południowa grań Szalonego Wierchu poprzez Przełęcz pod Kopą łączy się z Tatrami Wysokimi. Grań ta rozdziela dwa systemy dolin walnych: Doliny Jaworowej i Doliny Kieżmarskiej, a konkretnie jej górne piętra, czyli Dolinę Zadnich Koperszadów oraz Dolinę Przednich Koperszadów. W grani opadającej na Przełęcz pod Kopą znajduje się niewielkie wzniesienie – Szalona Kazalnica (1942 m), oddzielona od szczytu Szalonym Przechodem.
Północne zbocza Szalonego Wierchu opadają do Doliny Szerokiej i Szalonego Kotła – górnych pięter Doliny do Regli. Są one rozdzielone Wielkim Szalonym Klinem – długim grzbietem odchodzącym od grani głównej Tatr Bielskich nieco na wschód od szczytu. W górnej części od Wielkiego Szalonego Klina odchodzi w stronę północnego zachodu znacznie krótszy Mały Szalony Klin.
Szalony Wierch zbudowany jest ze skał wapiennych, jednak zjawiska krasowe na nim praktycznie nie występują. W grani głównej, około 380 m od szczytu w kierunku północno-wschodnim znajduje się jaskinia Szalona Dziura (Priepasť na Hlúpom), jednakże jest pochodzenia tektonicznego. Żleby są stosunkowo płytkie. Największy z nich to Głupi Żleb spadający do Doliny Zadnich Koperszadów.

## Historia

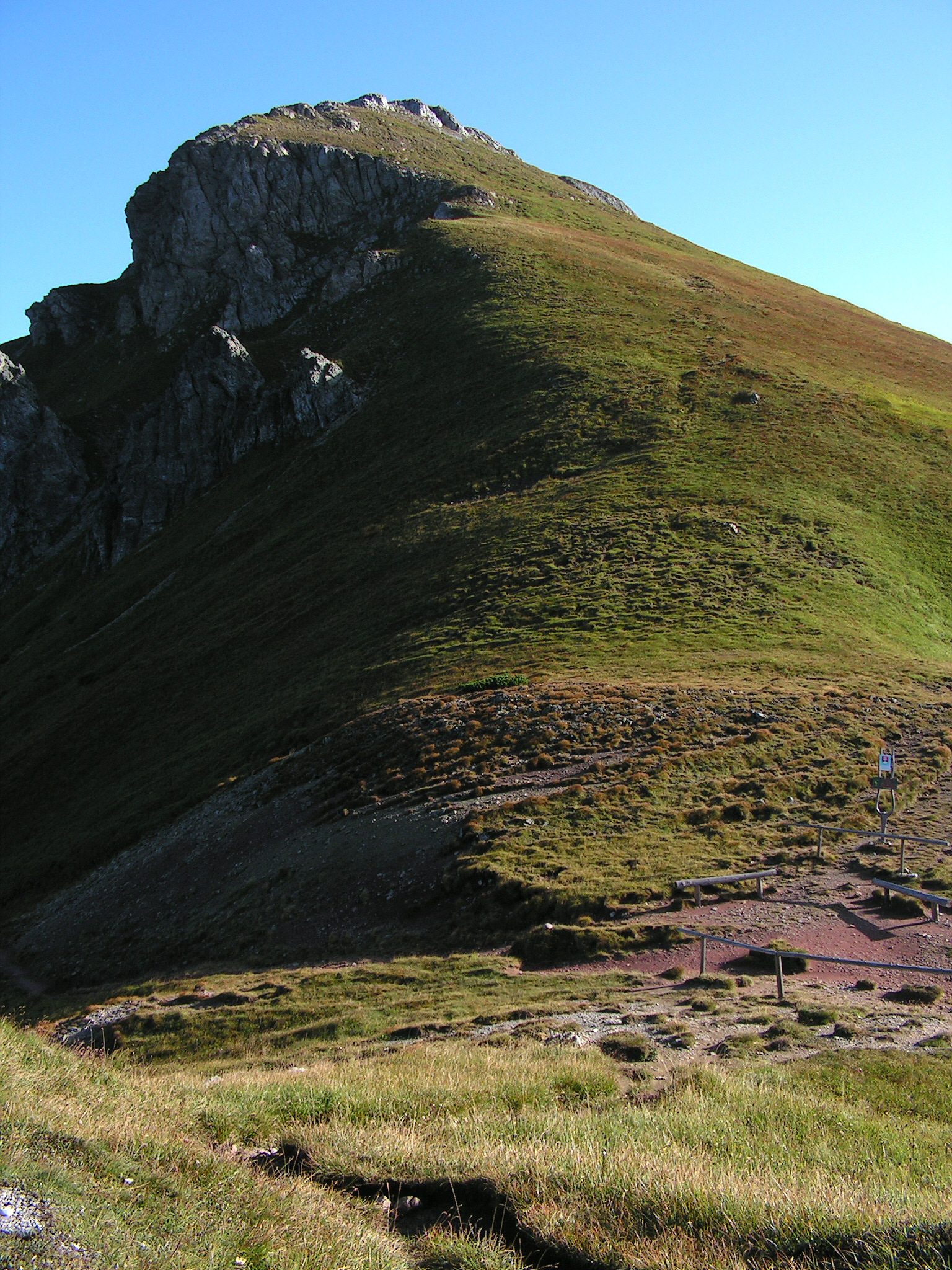
Szalony Wierch z Szalonej Kazalnicy

Na łatwo dostępny, trawiasty szczyt prawdopodobnie od dawna wchodzili pasterze, turyści i naukowcy. Pierwszego wejścia zimą dokonali Gyula Hefty, Ernő Kaczander i István Laufer w 1910 r.
W językach polskim i słowackim szczyt nosił dwie różne nazwy: Głupi Wierch (Hlúpy vrch) oraz Szalony Wierch (Šialený vrch). Polska literatura używała najpierw pierwszej, potem drugiej nazwy. Według Wielkiej encyklopedii tatrzańskiej Zofii i Witolda Henryka Paryskich pierwotną nazwą stosowaną przez pasterzy polskich był Głupi Wierch, zaś przez pasterzy słowackich Šialený vrch, potem tworzono kalki tych nazw. Niemieckie nazwy są gwarowymi kalkami nazwy polskiej lub słowackiej, zaś nazwa węgierska powstała na podstawie nazwy niemieckiej. Według Stanisława Eljasza-Radzikowskiego nazwa szczytu „zalicza się do przezwisk nadawanych na urągowisko szczytom bystro wznoszącym się, a więc uciążliwym przy wychodzeniu”, tak jak i w przypadku Durnego Szczytu czy Świnicy.
Pod koniec II wojny światowej w grani Szalonego Wierchu został utworzony przez żołnierzy niemieckich bunkier, połączony linią telefoniczną z Jaworzyną Tatrzańską. Stanowił on wraz ze stanowiskami obronnymi na Szalonej Przełęczy fragment linii obronnej, jednak ostatecznie nie doszło do walk w tym rejonie.

## Szlaki turystyczne
Obecnie Szalony Wierch to obszar ochrony ścisłej TANAP-u i z tego względu wszelkie wejścia na szczyt są zabronione. Zboczami przebiega szlak turystyczny (ścieżka edukacyjna Monkova dolina):
  – czerwony szlak z Doliny do Regli przez Dolinę Szeroką, Szeroką Przełęcz Bielską, zboczami Szalonego Wierchu i Szalony Przechód do Przełęczy pod Kopą. Odległość 8,4 km, suma podejść 1075 m, suma zejść 200 m, czas przejścia 3:55 h, z powrotem  3:10 h